# Тома Башич
Тома Башич (хорв. Toma Bašić, нар. 25 листопада 1996, Загреб, Хорватія) — хорватський футболіст, центральний півзахисник італійського клубу «Лаціо».

## Клубна кар'єра

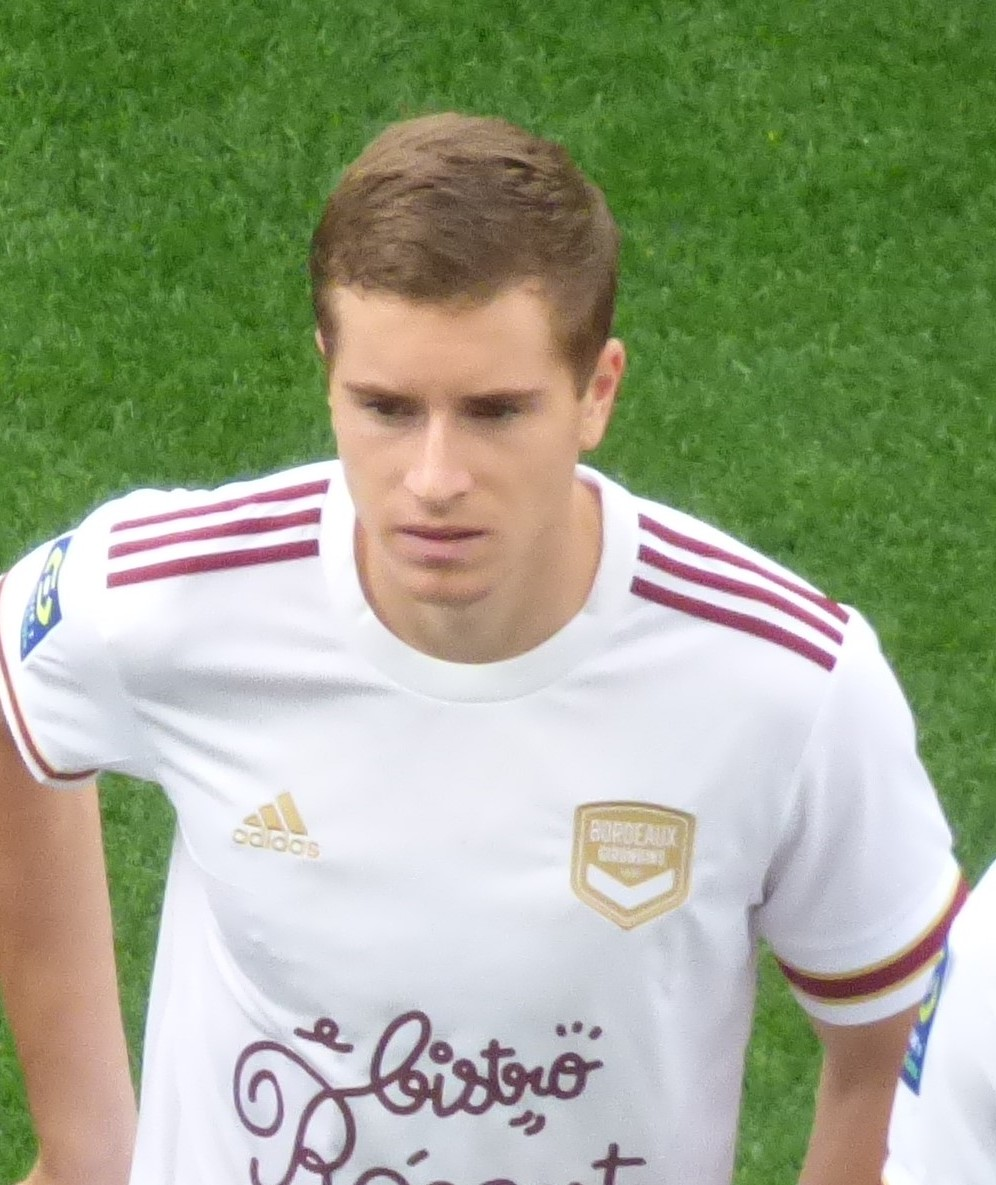
Тома Башич під час виступів у складі «Бордо»

Свою футбольну кар'єру Тома Башич починав у молодіжній команді клубу «Загреб». Але у 2014 році футболіст підписав перший професійний контракт з клубом «Хайдук». І перший сезон у дорослому футболі Башич провів в оренді у клубі Другого хорватського дивізіону «Рудеш». Влітку 2015 року Башич повернувся до «Хайдука» і в серпні зіграв свій перший матч у складі клуба.
У серпні 2018 року Башич підписав чотирирічний контракт з французьким клубом «Бордо». Сума контракту становила 3,5 млн євро. Перший матч у новій команді Башич провів 12 серпня.
У серпні 2021 року футболіст перейшов до італійського «Лаціо». Його дебют у клубі прийшовся на матч Ліги Європи проти російського «Локомотива».

## Збірна
У листопаді 2020 року у товариському матчі проти команди Туреччини Тома Башич дебютував у складі національної збірної Хорватії.

## Досягнення
Хайдук
 Бронзовий призер Чемпіонату Хорватії: 2015/16

## Особисте життя
У Тома є брат близнюк Яков, який теж професійно грає у футбол.